# 11801 Frigeri
A 11801 Frigeri (korábbi nevén 1981 EL5) a Naprendszer kisbolygóövében található aszteroida. Schelte J. Bus fedezte fel 1981. március 2-án.
A bolygót Alessandro Frigeri (1973–) olasz kutatóról nevezték el.

## Kapcsolódó szócikk
- Kisbolygók listája (11501–12000)